# Смена-8М

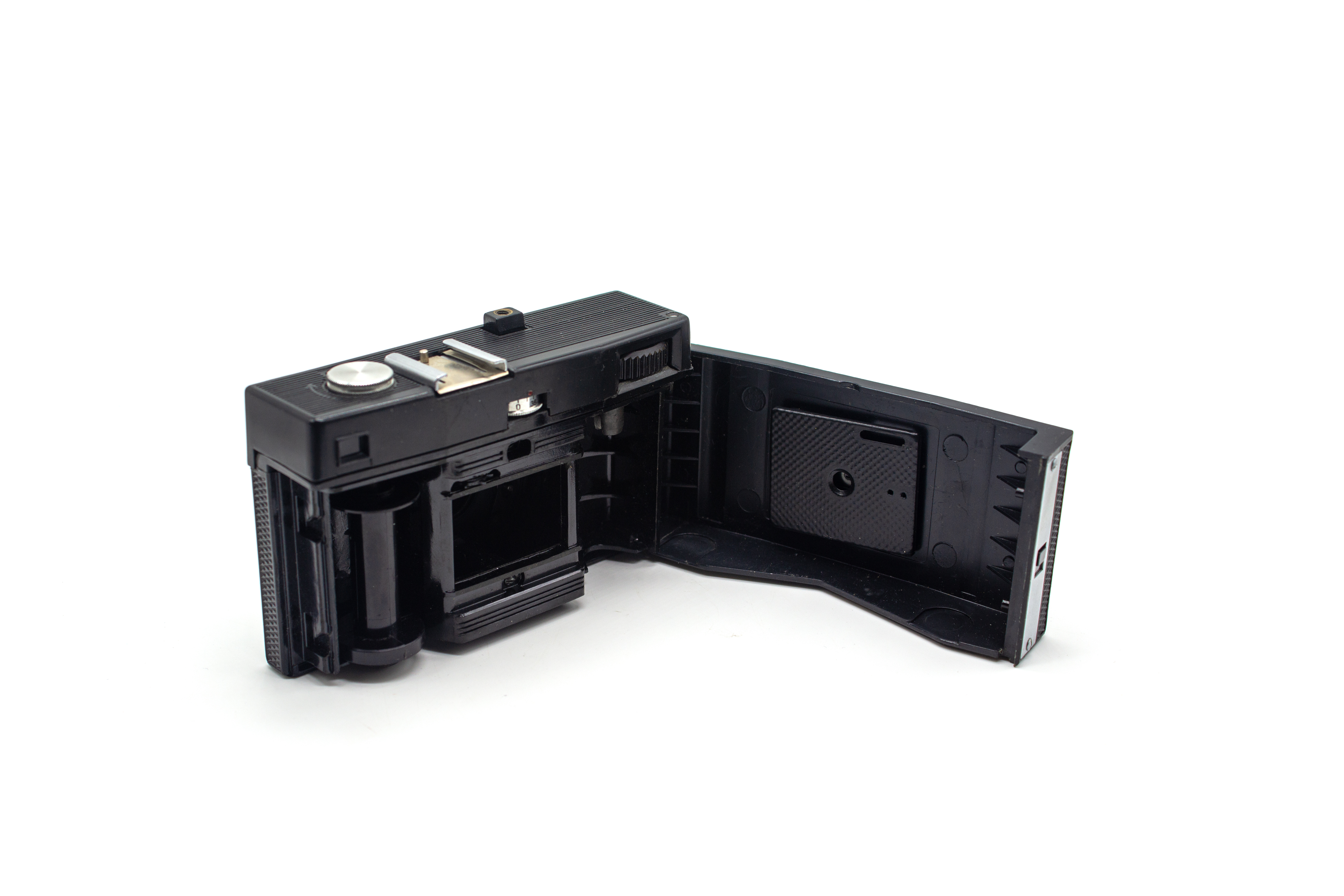
«Смена-8М» з оригінальною приймальною котушкою

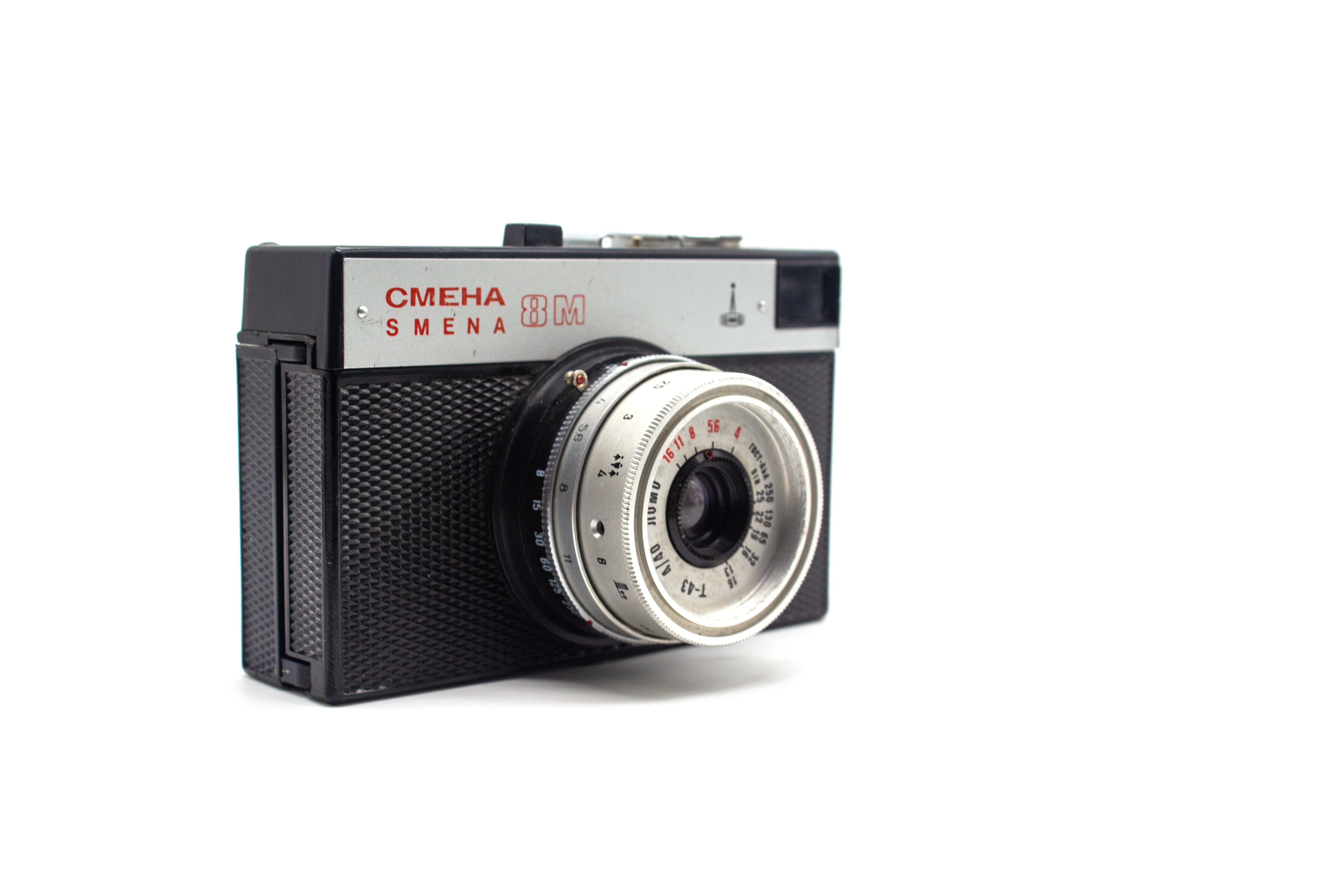
«Смена-8М»

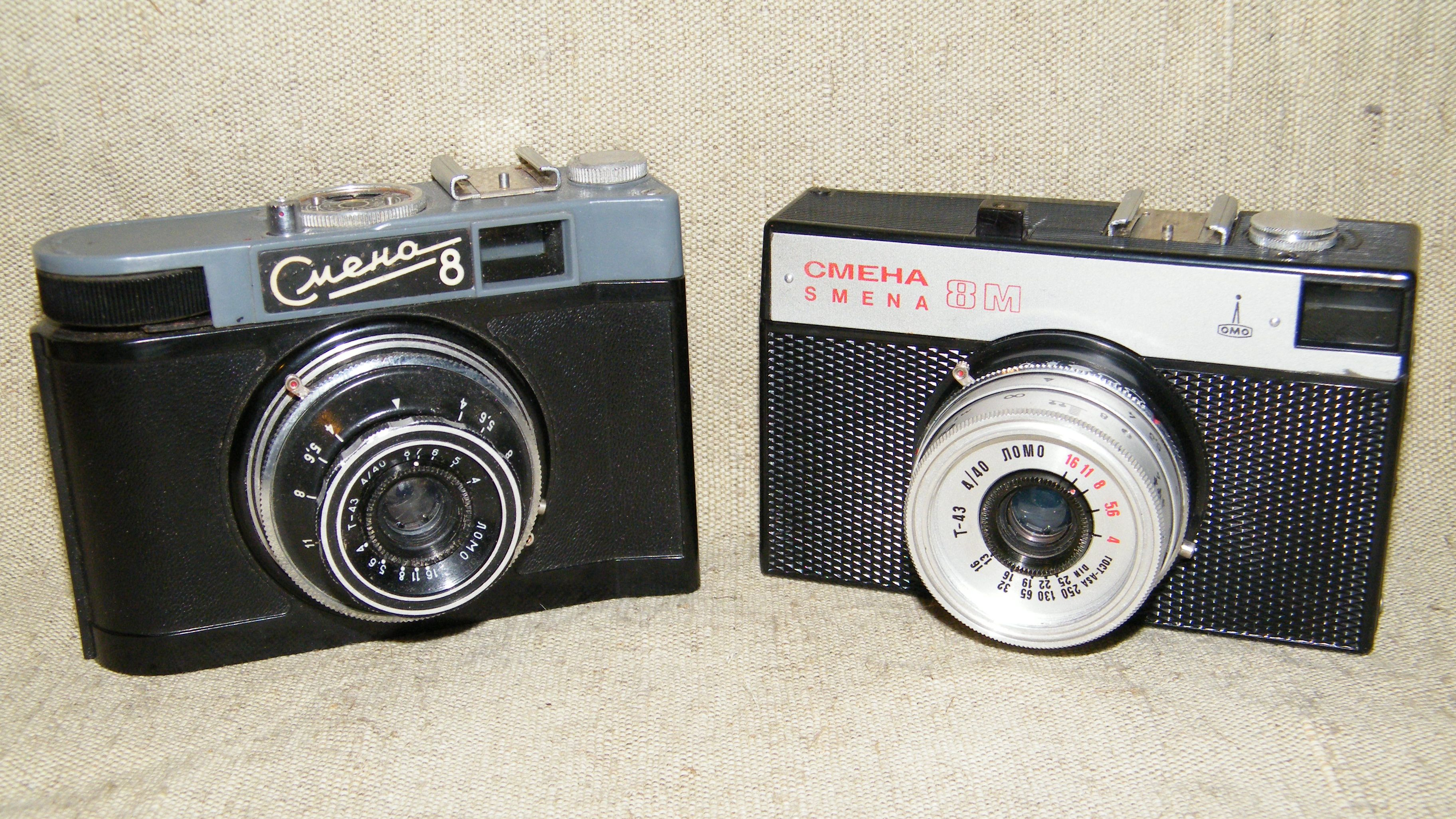
«Смена-8» та «Смена-8М»

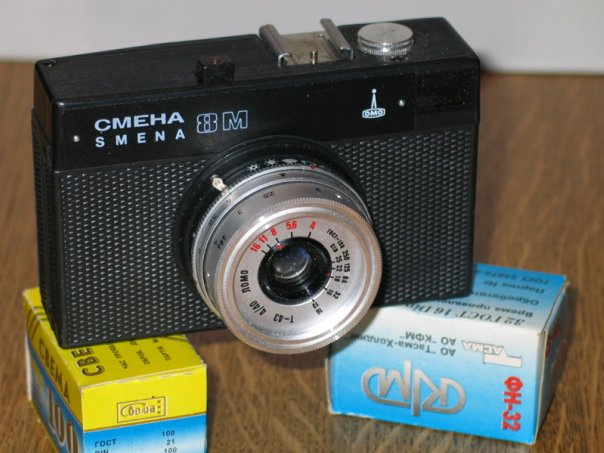
«Смена-8М» пізніх випусків (1990-ті) у повністю чорному виконанні.

«Сме́на-8М» — шкальна радянська фотокамера, яку випускало об'єднання ЛОМО від 1970 до 1990 року.
«Смена-8М» вважають наймасовішою у світі фотокамерою, сумарний випуск якої, разом із попередньою моделлю «Смена-8», перевищив 21 млн примірників. Є дані, що точніше число становить 21 041 191 штук (до 1995 року включно).
Індекс «8М» отримала модель «Смена-9» у зміненому корпусі. Головна відмінність полягала в появі погодних символів на шкалі витримок та сюжетних на метражній шкалі, що полегшили вибір експозиції та наведення на різкість. Відстань стало можливо визначати за крупністю плану: «одиничний портрет», «подвійний портрет», «груповий знімок» та «пейзаж».
У 1990-их роках на зміну «Смена-8М» прийшла модель «Смена-35» у сучаснішому корпусі та з покращеним видошукачем.
Колекційний.

## Технічні характеристики
- Об'єктив — триплет «Т-43» 4/40 (три лінзи в трьох компонентах), незмінний, просвітлений. Кут поля зору об'єктива — 55°[6]. Діафрагма — ірисова. Різьба під світлофільтр — М35,5×0,5.
- Доступні значення діафрагм від f/4 до f/16.
- Затвор — центральний, залінзовий, витримки — 1/15, 1/30, 1/60, 1/125, 1/250 і «В»[7]. Зведення затвора не блокується з перемотуванням плівки.
- Тип застосовуваного фотоматеріалу — фотоплівка типу 135 у касетах. Розмір кадра — 24×36 мм.
- Корпус — пластмасовий (бакелітовий), із відкривною задньою стінкою. Приймальна котушка знімна, можливе знімання в порожню касету без зворотного перемотування (найчастіше так і відбувалося). Лічильник кадрів із ручним установленням першого кадру.
- Кабельний синхроконтакт «Х», обойма для знімного далекоміра або для фотоспалаху.

## Деякі факти
- «Смена-8М» занесено в книгу рекордів Гіннесса як наймасовішу фотокамеру планети. Разом із попередньою модифікацією «Смена-8» сумарний випуск перевищив 21 млн екземплярів[5].
- Роздрібна ціна в радянський час — 15 рублів.
- Досі має певну популярність серед любителів плівкової фотографії за невибагливість, легкість, достатню функціональність і простоту ремонту та юстування.
- Фотоспалах може синхронізуватися з центральним затвором на будь-якій витримці аж до 1/250 с, що не поступається сучасним дзеркальним камерам високого рівня.
- Фотоплівка перемотувалася не за перфорацію, а рулоном, що повністю виключало можливі проблеми в умовах суворої зими.
- Фотокамера «Смена-8М» комплектувалася оригінальною приймальною котушкою, яка нині становить колекційний інтерес (збереглося небагато).
- Усередині видошукача стояла проста призма (паралелепіпед із прозорої пластмаси), яка не дозволяла точно визначати межі кадра.
- Витримки встановлюються плавно, як і діафрагма. Між витримками 1/15 і В можна встановити витримку трохи довшу, ніж 1/15 сек.
- Оскільки затвор не зблокований з перемотуванням плівки, можливе повторне експонування на один кадр. Хоча це може призвести до помилок, за вмілого користування з'являється можливість творчих експериментів з багаторазовим експонуванням.

### Табличний експонометр
У фотокамери «Смена-8М» кільця встановлення витримки та діафрагми мають додаткові шкали для спрощення встановлення експозиції (табличний експонометр). Шкалі значень діафрагм відповідала шкала світлочутливості фотоплівки, а шкалі витримок — шкала символів погоди.
| Світлочутливість фотоплівки, од. ГОСТ | 16  | 32    | 65  | 130  | 250  |
| Значення діафрагми                    | f/4 | f/5,6 | f/8 | f/11 | f/16 |

| Символ погоди     | Ясно  | Сонце в серпанку | Хмарно | Похмуро | Грозові хмари |
| Значення витримки | 1/250 | 1/125            | 1/60   | 1/30    | 1/15          |